# Scorpaena brasiliensis
Scorpaena brasiliensis behoort tot het geslacht Scorpaena van de familie van schorpioenvissen. Deze soort komt voor in het westen van de Atlantische Oceaan van Virginia het noorden van de Golf van Mexico tot Brazilië op diepten van 1 tot 100 m. Zijn lengte bedraagt zo'n 35 cm. De vis is giftig.